# Rose-Philippine Duchesne
Rose-Philippine Duchesne, o Rosa Filippina Duchesne (Grenoble, 29 agosto 1769 – St. Charles, 18 novembre 1852), è stata una religiosa francese, appartenuta prima all'Ordine della Visitazione di Santa Maria e poi, dal 1804, alla Società del Sacro Cuore di Gesù. È stata proclamata santa da papa Giovanni Paolo II nel 1988.

## Biografia
Figlia di Pierre-François Duchesne e di Rose-Euphrosine Périer, venne educata presso il monastero delle Visitandine di Sainte-Marie-d'en-Haut, presso Grenoble, e nel 1787 entrò come novizia nell'ordine. Con la soppressione degli istituti religiosi decretata durante la Rivoluzione francese, la sua comunità venne dispersa.
Dopo il concordato del 1801 cercò di ricostituire il monastero, ma nel 1804 lo cedette alla Società del Sacro Cuore di Gesù di Maddalena Sofia Barat e, con le compagne, entrò nella nuova congregazione. Insieme a quattro consorelle fondò le prime case della Società negli Stati Uniti d'America e fu tra i primi religiosi cattolici a dedicarsi all'evangelizzazione dei nativi americani: morì nel 1852, all'età di 83 anni.

## Il culto
Papa Pio XII ne celebrò la beatificazione il 12 maggio 1940. Papa Giovanni Paolo II la canonizzò durante una cerimonia solenne il 3 luglio 1988. La memoria liturgica ricorre il 18 novembre, giorno della sua morte.